# بودزفيزد
بودزفيزد (السيريلية : Подзвизд) هي قرية في البوسنة والهرسك. وهي تقع في بلدية فليكا كلادوشا التابعة لكانتون يونا-سانا في اتحاد البوسنة والهرسك. طبقا لنتائج التعداد السكاني للبوسنة عام 2013، فقد كان عدد سكانها 899 نسمة.
فيها قلعة يعود تاريخها إلى نهاية القرن الثالث عشر أو بداية القرن الرابع عشر وهي مدرجة على قائمة الآثار الوطنية للبوسنة والهرسك.

## التركيبة السكانية

### التطور التاريخي للسكان
| 1961 | 1971 | 1981 | 1991 | 2013 |
| ---- | ---- | ---- | ---- | ---- |
| 657  | 767  | 990  | 1079 | 899  |

### المجتمع المحلي
في عام 1991، المجتمع المحلي في القرية كان 5,029 نسمة موزعة على النحو التالي:

## وصلات خارجية
- (بالإنجليزية) Maplandia